# Martin Gray
Pour les articles homonymes, voir Gray.
Mieczysław (Mietek) Grajewski , dit Martin Gray, est un écrivain franco-américain d'origine juive polonaise, né le 27 avril 1922 à Varsovie (Voïvodie de Varsovie) et mort le 25 avril 2016 à Ciney (Wallonie/Belgique).
Dans son œuvre la mieux connue, Au nom de tous les miens (1971), il décrit une partie de sa vie et notamment le drame d'avoir perdu à deux reprises toute sa famille, d'abord dans les camps d'extermination nazis, puis dans l'incendie de sa maison dans le sud de la France. Ses mémoires, rédigées avec l'aide de l'historien et romancier français Max Gallo, ont fait l'objet d'une controverse en raison de la façon dont sont mêlées réalité et fiction.

## Biographie

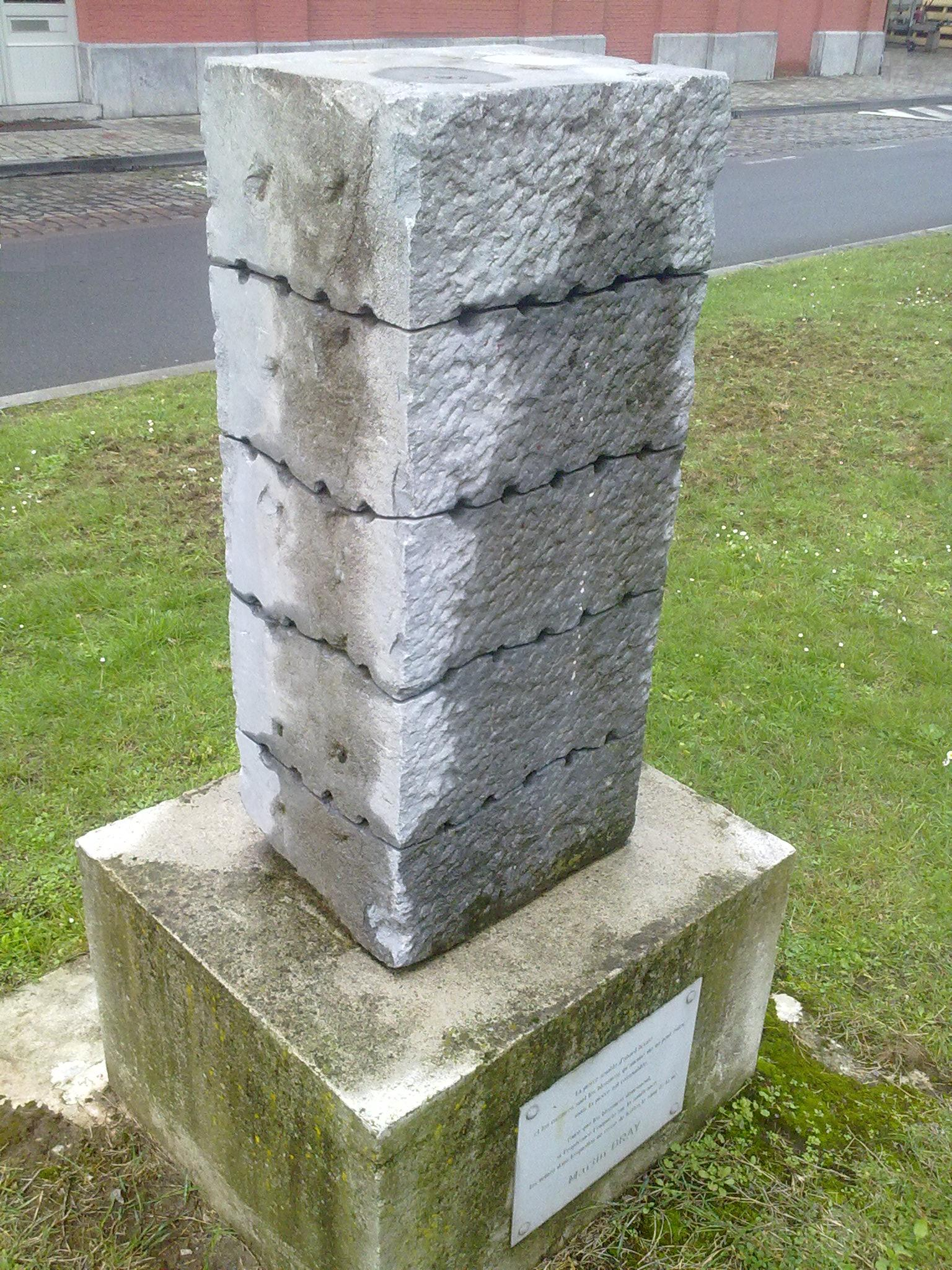
Faire que les blessures deviennent, si l'espérance l'emporte sur la souffrance, les veines dans lesquelles ne cesse de battre le sang de la vie. (Martin Gray). Monument érigé non loin de sa résidence bruxelloise.

### Seconde Guerre mondiale
Le 1er septembre 1939, les nazis allemands envahissent la Pologne. Martin Gray a alors dix-sept ans. Né d'un père gantier et d'une famille juive, il est transféré avec ses proches dans le ghetto de Varsovie. Pour franchir les murs du ghetto de Varsovie où son père travaille au Judenrat, il soudoie des soldats nazis, des gardes polonais et des hommes du Jüdischer Ordnungsdienst (police juive du ghetto). Il devient ainsi un contrebandier. Plusieurs fois par jour, il fait des aller-retours pour rapporter de la nourriture dans le ghetto grâce aux tramways. Lors d'une rafle son père est arrêté pour être déporté. Grâce à ses connaissances Martin lui sauve la vie en l'aidant à s'échapper.

Dans son autobiographie « Au nom de tous les miens », il est raconté qu'il se livre pour accompagner sa mère et ses deux frères, déportés à Treblinka et que là-bas, sa mère et ses frères sont exterminés tandis qu'il est affecté dans divers kommandos, dont les sonderkommandos (chargés d'extraire les corps des chambres à gaz). Il a admis que cette partie était vraisemblablement une invention de son prête-plume, Max Gallo. Résumant les avis de plusieurs historiens, Sue Vice déclare:
« Bien que Gray ait effectivement vécu dans le ghetto de Varsovie et que les membres de sa famille aient effectivement été déportés à Treblinka où ils ont été tués, Gray lui-même n'y a pas été emmené. Il semblerait que Gray ait plutôt quitté le ghetto et vécu avec de faux papiers dans la partie aryenne de Varsovie. »
À son retour à Varsovie, il retrouve son père, qu'il croyait mort, et fait désormais partie de la résistance militaire. Cependant, quelques jours plus tard, lors de l'insurrection du ghetto, son père sera abattu devant ses yeux, parmi un groupe de juifs qui s'étaient jetés sur des SS après s'être rendus.
Il rejoint ensuite les partisans, puis l'Armée rouge, au sein de laquelle il finit la guerre, et marche sur Berlin le 30 avril 1945. Il est lieutenant du NKVD (ancêtre du KGB).
Son chef lui dit : « Trouve-nous les NSZ [résistants polonais anticommunistes], les mouchards, ceux qui t'ont dénoncé, les collaborateurs » et « ceux qui ne nous aiment pas » « Il faut d'abord nettoyer nos arrières ». Martin Gray accepte, la mort dans l'âme, dit-il, mais il dit aussi avoir cherché à utiliser ses fonctions pour se venger. « Il m'a affecté dans une unité de la N.K.V.D. qui suivait immédiatement les troupes de première ligne et s'installait derrière les batteries de fusées, nettoyant le pays occupé de ses éléments suspects. […] je connaissais les NSZ, j'étais Juif, avec une dette personnelle à faire payer. » Dans les prisons, il recherche des policiers polonais du temps de son marché noir dans le ghetto, notamment un qui avait refusé de « jouer », c'est-à-dire de fermer les yeux contre rétribution.
Quand un collaborateur des nazis est circoncis, il le fait relâcher. Ses fonctions suivantes dans le NKVD consistent à faire avouer à des garçons du Werwolf qu'ils ont « juré de combattre par tous les moyens les ennemis du Führer, même après la capitulation » : « l'Armée rouge était l'armée des interrogatoires. Mais ici des hommes qui étaient encore des enfants risquaient leur vie ». « […] tous avaient prêté serment de fidélité absolue au Führer, tous étaient entrés volontairement dans le Werwolf, tous s'étaient engagés à la résistance, tous étaient des criminels de guerre et tous étaient innocents ». Pour lui, ces garçons de Berlin étaient innocents, comme le montre ce qu'il dit de cas semblables qu'il rencontra dans d'autres localités : « là les prisons étaient pleines de jeunes du Werwolf, innocents comme ceux de Berlin ». Il a l'impression de se retrouver dans le camp des bourreaux.
Il est décoré d'ordres prestigieux de l'Armée rouge pour son action au sein du NKVD : ordre de l’Étoile rouge, ordre de la Guerre patriotique et ordre d'Alexandre Nevski. Cent dix membres de sa famille sont morts pendant la Seconde Guerre mondiale.

### Après la guerre
Après la guerre, il décide d'aller rejoindre sa grand-mère maternelle à New York en 1947.
Il fait fortune en vendant à des antiquaires américains des copies de porcelaines et de lustres qu'il fait fabriquer en Europe. Certains critiques relevèrent sévèrement le fait que Martin Gray, d'après le livre même dont il était coauteur avec Max Gallo, ait vendu, directement aux acheteurs finaux dans un magasin d'antiquités à lui et indirectement via d'autres antiquaires, des copies d'objets anciens qu'il fabriquait lui-même ou faisait fabriquer. Pierre Vidal-Naquet, qui avait d'abord avalisé ces critiques, écrivit ensuite : « Enfin, si M. Martin Gray peut à juste titre se plaindre d'être présenté comme un marchand de fausses antiquités alors que les documents qu'il m'a montrés établissent qu'il ne dissimulait pas le caractère récent des objets qu'il vendait, il ne peut que s'en prendre à M. Max Gallo, qui le présente effectivement comme fabricant et faisant fabriquer des “antiquités”. » Pourtant, en 2006, une nouvelle édition de langue anglaise d'Au nom de tous les miens reproduit un avant-propos, écrit en 1971, où David Douglas Duncan, ami de Martin Gray, évoquait « ce sourire de petit garçon quand il avouait avoir produit en masse des lustres de haute époque dans la cave de son magasin d'antiquités de la IIIe Avenue. » Dans un nouvel avant-propos à cette même édition, on lit : « Bien que Martin admette qu'il a parfois donné un coup de pouce quand il mettait sur pied son commerce d'antiquités (...) ».
Il est naturalisé citoyen américain en 1952 et devient Martin Gray. Il rencontre Dina Cult, jeune mannequin américaine d'origine hollandaise, et l'épouse en 1959. Ils s'installent dans le sud-est de la France, à Tanneron, non loin de Mandelieu.
Le 3 octobre 1970 il perd son épouse et ses quatre enfants dans l'incendie du Tanneron. Au bord du suicide, il déclare avoir décidé de lutter pour devenir un témoin et trouver encore une fois la force de survivre, l'écriture devenant alors, d'après lui, une thérapie.
Depuis lors, Martin Gray, remarié deux fois, est père de cinq autres enfants (Barbara, Larissa, Jonathan, Grégory et Tom).
En 2001, après plus de quarante ans passés dans le Var, Martin Gray s'installe en Belgique, à Uccle, commune aisée dans l'agglomération de Bruxelles, où il est fait citoyen d'honneur en 2007.
À partir de 2005 il habite à Cannes. En 2012 il s'installe à Ciney dans le Condroz belge où il est fait citoyen d'honneur le 21 juillet 2013,. Il est retrouvé mort à son domicile, dans sa piscine, dans la nuit du 24 au 25 avril 2016, deux jours avant son 94e anniversaire.

### Activités philanthropiques

#### Fondation Dina Gray
S'attachant à faire vivre le souvenir des siens, il crée la fondation Dina Gray à vocation écologique, chargée de lutter contre les incendies de forêts et pour la protection de l'Homme à travers son cadre de vie. À l'automne 1971, la Fondation lance la campagne « Un arbre un enfant ».

#### Arche de la Défense
Martin Gray a été le président de l'Arche de la Défense à Paris durant plusieurs années (1989-2001),.

#### Coordination française pour la Décennie
Il a été également membre du comité de parrainage de la Coordination française pour la Décennie de la culture de paix et de non-violence.

## Écrivain
Malgré une douzaine d'ouvrages publiés, Martin Gray dit ne pas se considérer lui-même comme écrivain, mais plutôt comme un témoin. « Je n'écris pas, je crie », affirme-t-il dans une interview en 2004.
Ses livres sont au service de ses activités philanthropiques, comme le montre la préface de Max Gallo à Au nom de tous les miens : « Martin Gray voulait dire sa vie. Parce que, pour les siens disparus, pour lui-même, pour sa fondation, il avait besoin de parler, besoin qu'on sache. » À la sortie d'Au nom de tous les miens, la Shoah est encore peu médiatisée, et le livre publié chez Robert Laffont connaît un franc succès. Il est par la suite traduit en 26 langues. Il fait l'objet d'une adaptation cinématographique sous le même titre par Robert Enrico en 1983.

### Controverse
Une controverse existe au sujet de la véracité d’Au nom de tous les miens. Gitta Sereny accuse Gray et Max Gallo d'avoir inventé le séjour de Gray à Treblinka. Pierre Vidal-Naquet, après avoir d'abord emboîté le pas à Gitta Sereny, s'est laissé convaincre par des attestations fournies par Martin Gray et a retiré ses accusations contre lui, mais a continué à reprocher à Max Gallo d'avoir pris des libertés avec la vérité,.
En 2010, Alexandre Prstojevic, universitaire spécialiste de littérature, mentionne dans une même phrase les livres de Martin Gray, de Jean-François Steiner et de Misha Defonseca comme exemples de récits « qui ont tous en commun de laisser planer un doute sur l'identité de leurs auteurs et la réalité de leur présence durant les événements relatés ».

## Publications
- Au nom de tous les miens, avec Max Gallo : 1971 (1re éd.[37]) ; 1975, Le Livre de Poche  (ISBN 2-2530-0847-8 et 978-2-2530-0847-7) ; 2002, Pocket, 384 p.  (ISBN 2-2661-2221-5 et 978-2-2661-2221-4)
  - (en) For Those I Loved (trad. de Anthony White, 1972, puis de Anne-Marie Dujany, 2006) ; 2006, Hampton Roads Publishing Company, Inc. 432 p.  (ISBN 1-5717-4527-0 et 978-1-5717-4527-9)
- Le Livre de la vie : pour trouver le bonheur, le courage et l'espoir : 1973 (1re éd.) ;  (ISBN 2-2660-7918-2) ; 1999, J'ai Lu  (ISBN 2-2771-2839-2) ; 2005, Les Éditions du Rocher, 327 p.  (ISBN 2-2680-5409-8 et 978-2-2680-5409-4)
  - (en) A Book of Life: To Find Happiness, Courage and Hope (trad. de Michael Roloff) : 1975, Seabury Press, 213 p,  (ISBN 0-8164-9225-5 et 978-0-8164-9225-1)
- Les Forces de la vie : 1975 (1re éd.) ;  (ISBN 2-2210-0206-7) ; 2006, Les Éditions du Rocher  (ISBN 2-2680-5810-7)
  - (en) The Force of Life : 1978, New American Library, 197 p.  (ISBN 0-4510-8123-4 et 978-0-4510-8123-0)
- Les Pensées de notre vie : 1977 (1re éd.) ;  (ISBN 2-2321-1348-5)
- La Vie renaîtra de la nuit : 1977 (1re éd.) ;  (ISBN 2-2210-6304-X)
- Le Nouveau Livre : 1980 (1re éd.), Robert Laffont  (ISBN 2-2210-0528-7 et 978-2-2210-0528-6)
- J'écris aux hommes de demain : 1983 (1re éd.) ;  (ISBN 2-2210-1277-1)
- La Maison humaine : 1984 (1re éd.), Robert Laffont, 179 p.  (ISBN 2-2210-4640-4)
- Entre la haine et l'amour : 1990 (1re éd.) ;  (ISBN 2-2210-6969-2)
- Vivre debout : 1993 (1re éd.) ;  (ISBN 2-2210-7723-7)
- La Prière de l'enfant : 1994 (1re éd.) ;  (ISBN 2-2660-6854-7)
- Au nom de tous les hommes : 2004 (1re éd.), Les Éditions du Rocher, 276 p.  (ISBN 2-2680-5182-X et 978-2-2680-5182-6) ; 2006, Pocket, 224 p.  (ISBN 2-2661-5725-6 et 978-2-2661-5725-4)
- Ma vie en partage, entretiens avec Mélanie Loisel[38],[39] : 2014 (1re éd.), Les Éditions de l'Aube, 225 p.  (ISBN 2-8159-0963-4 et 978-2-8159-0963-1)

## Distinctions
- 2007 : citoyen d'honneur de la commune d'Uccle en Belgique.
- Prix international Dag Hammarskjoeld pour Au nom de tous les miens.
- Docteur honoris causa de l'université américaine de Paris, de l'université de Genève de diplomatie et relations internationales
- Médaille d'or du Mérite européen.
- 2013 : citoyen d'honneur de la ville de Ciney en Belgique.

### Documentation
- Entrevue avec Martin Gray, par Steve Proulx